# Luchthaven Lamco
Luchthaven Lamco (ICAO: GLNA) is een luchthaven bij Buchanan, Liberia.
Het ligt 497 meter boven zeeniveau en de tijdzone is UTC+0, waardoor het in zomertijd 2 uur vroeger is dan in Nederland en België.
De startbaan is onverhard en 1 400 meter lang.